# Isle La Motte
Isle La Motte ist eine Insel und eine Town im Grand Isle County des Bundesstaates Vermont in den Vereinigten Staaten mit 488 Einwohnern (laut Volkszählung des Jahres 2020).

## Geografie

### Geografische Lage
Isle La Motte liegt im Lake Champlain, rund 15 Kilometer südlich der kanadischen Grenze und direkt an der Grenze zum Bundesstaat New York. Sie erstreckt sich etwa neun Kilometer in Nord-Süd-Richtung und rund drei Kilometer in Ost-West-Richtung; die Fläche der Insel beträgt 20,6 km². Über eine Brücke ist sie mit dem im Osten liegende Alburg verbunden. Die Oberfläche ist eben.

### Nachbargemeinden
Da die Isle La Motte eine Insel ist, sind über die Straßenverbindungen, die über Dämme im Lake Champlain verwirklicht wurden, häufig wesentlich weitere Entfernungen zu den umliegenden Orten zurückzulegen, als es die Angabe der Luftlinien-Entfernung vermuten lässt. Deswegen sind bei der folgenden Aufstellung als zusätzliche zweite Angabe die Entfernungen per Straße genannt.
- Norden: Alburgh (11 km/15 km)
- Norden: North Hero (7 km/15 km)
- Nordost: Swanton (17 km/28 km)
- Südost: Grand Isle (18 km/28 km)
- Südost: St. Albans (18 km/50 km)
- Süden: South Hero (26 km/38 km)
- Westen: Plattsburgh (22 km/37 km)

### Klima
Die mittlere Durchschnittstemperatur in Isle La Motte liegt zwischen −9,44 °C (15 °Fahrenheit) im Januar und 20,6 °C (69 °Fahrenheit) im Juli. Damit ist der Ort gegenüber dem langjährigen Mittel der USA um etwa 9 Grad kühler. Die Schneefälle zwischen Mitte Oktober und Mitte Mai liegen mit mehr als zwei Metern etwa doppelt so hoch wie die mittlere Schneehöhe in den USA. Die tägliche Sonnenscheindauer liegt am unteren Rand des Wertespektrums der USA, zwischen September und Mitte Dezember sogar deutlich darunter.

## Geschichte

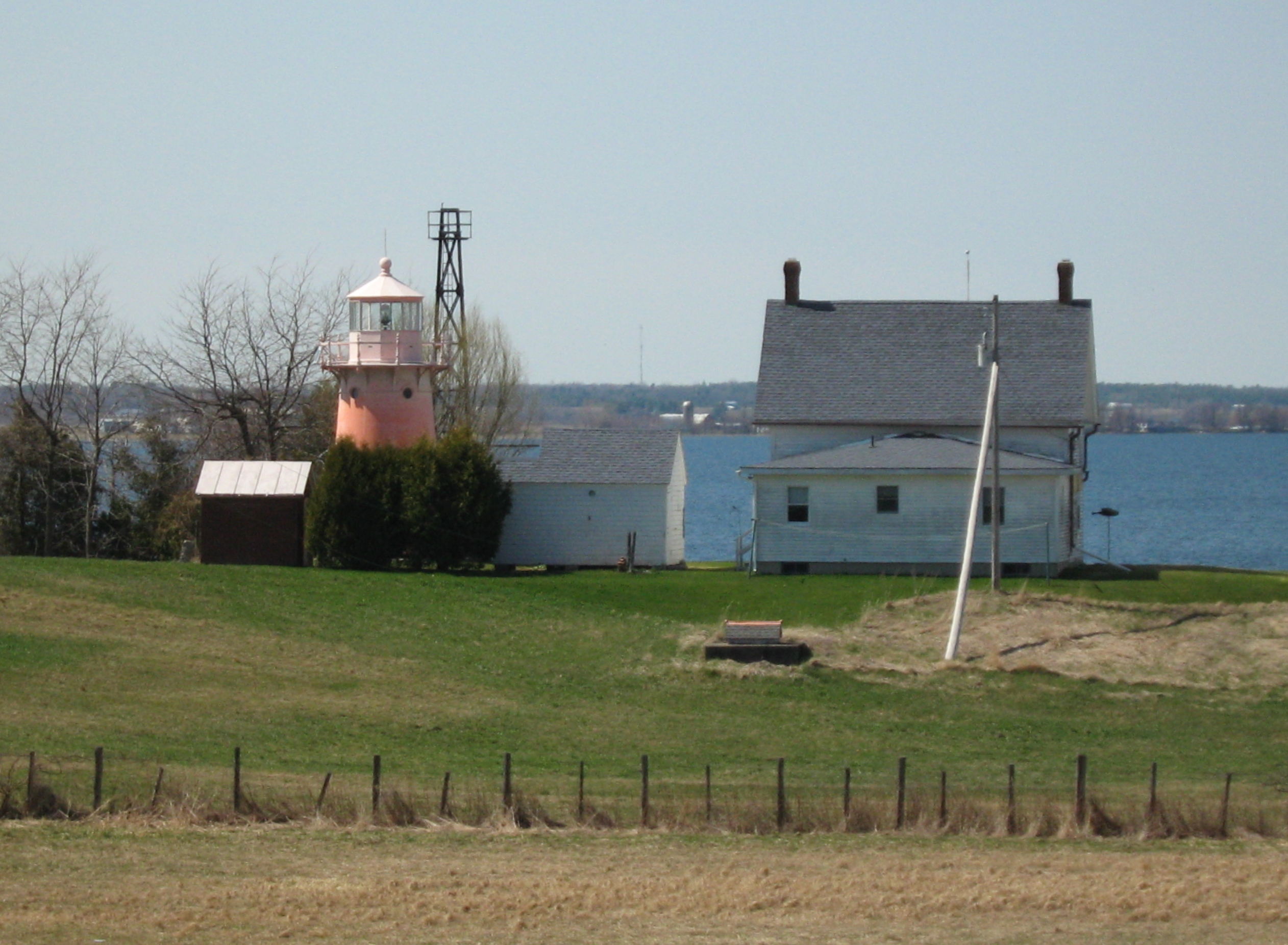
Leuchtturm von 1881; an der Nordspitze der Insel, von der Landseite aus gesehen

Wie der gesamte Bereich um den Lake Champlain ist auch die Isle La Motte seit etwa 8000 v. Chr. bewohnt, wie Funde von Lagern, Speerspitzen und Feuersteinen beweisen. Die schriftlich dokumentierte Geschichte der Insel begann aber erst 1602 mit der Entdeckungsfahrt von Samuel de Champlain, der den später nach ihm benannten Lake Champlain entdeckte und auf der Isle La Motte seinen ersten Fuß auf das Gebiet des heutigen Vermonts setzte. 1666 wurde auf der Insel ein Fort zum Schutz der nördlich lebenden französischen Kolonisten gegen Überfälle der einheimischen Stämme errichtet, das 300 Soldaten fasste und von Pierre de St. Paul, Sieur de la Motte befehligt wurde. Die Insel trägt ihren Namen nach diesem ersten Befehlshaber. Innerhalb des Forts wurde eine Kapelle für die Heilige Anna, der Mutter Marias, errichtet. Nach vier Jahren Bestand als damals südlichster Vorposten Frankreichs auf dem amerikanischen Kontinent wurde das Fort aufgegeben und geschleift. Die hier stationierten Truppen wurden zurück nach Kanada beordert. Zwar wurde auch die St.-Annen-Kapelle niedergerissen, aber in der Erinnerung der ansässigen Mohawks hieß der Ort fortan Tgawistaniyonteh, was etwa „Wo eine Glocke aufgehängt ist“ bedeutet.
Nach der Eroberung des Gebietes durch die Engländer und nachfolgend dem Amerikanischen Unabhängigkeitskrieg wurde die Isle La Motte gleichzeitig mit den Gebieten Alburgh und Two Heros 1779 zur Besiedlung durch Veteranen des Unabhängigkeitskrieges vorgesehen. Im Bereich der Isle of Motte, wie sie in der Deklaration benannt wurde, wurden 96 Siedler registriert.
Zwischen 1802 und 1830 wurde die Insel mit dem Namen Vineyard belegt; der Grund für die Um- und die Rückbenennung ist unbekannt. Das erste Postamt der Insel, das 1829 eröffnet wurde, wurde noch bis 1853 mit Vineyard adressiert, bevor es schließlich an den aktuellen Namen angeglichen wurde. Ein weiteres Postamt, das Fisk Post Office – benannt nach seinem Betreiber – wurde zwischen 1892 und 1929 betrieben.

### Religion

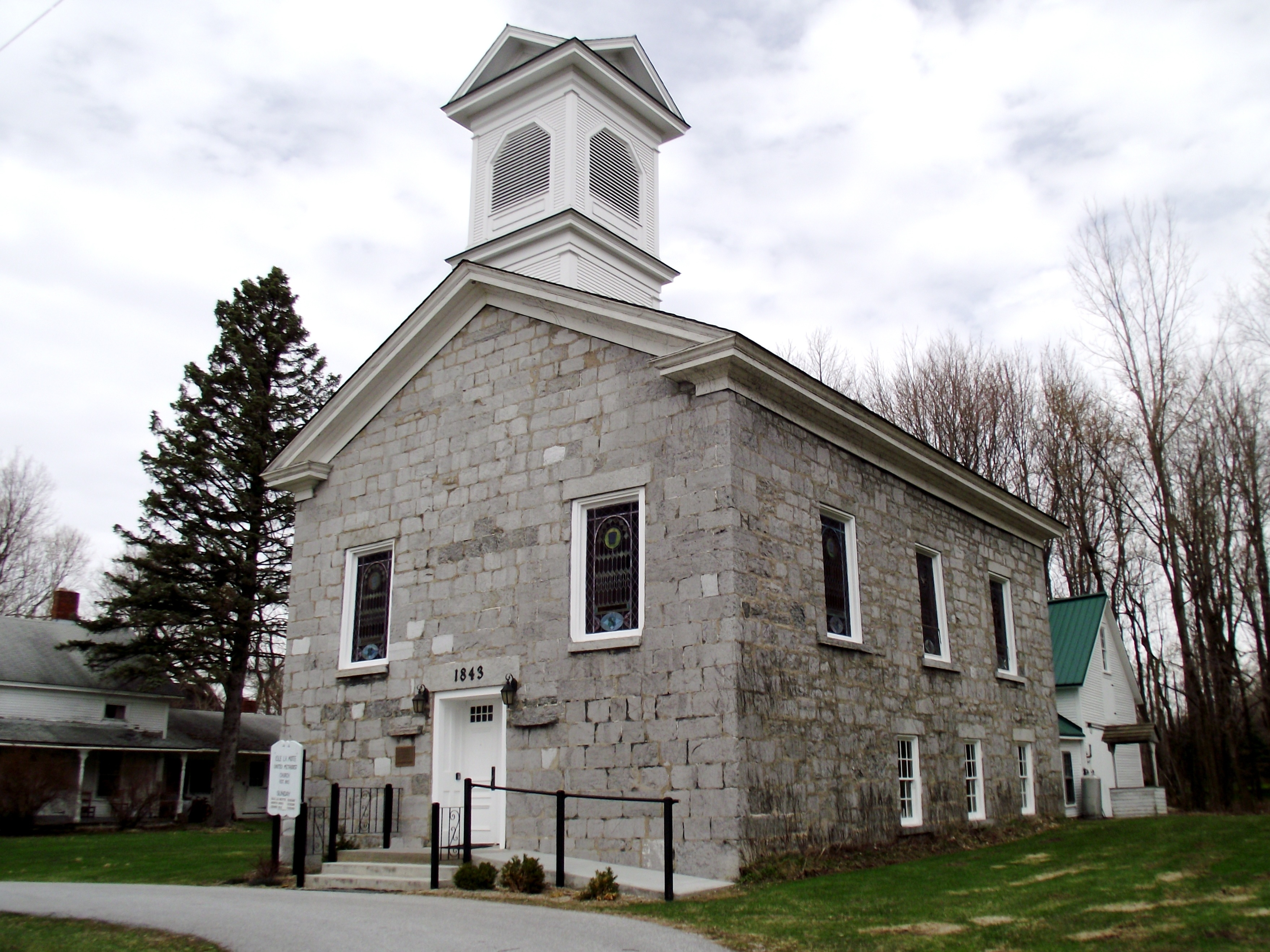
Methodistische Kirche von 1843
(eingetragen im National Register of Historic Places)

1892 wurde die Isle La Motte von einer katholischen Gemeinde aus Burlington als Standort des ersten St.-Annen-Kapelle der Region wiederentdeckt; der indianische Name der Insel war dabei ausschlaggebend. Mit Spenden wurde die Kapelle 1893 neu errichtet und dient seither als wichtiger Wallfahrtsort für Vermont, New York und das südöstliche Kanada. Auf Isle La Motte gibt es neben der römisch-katholischen und eine methodistische Kirchengemeinde. Der Wallfahrtsort der St. Annen-Kapelle ist ständig mit einem katholischen Priester besetzt.

### Einwohnerentwicklung
| Jahr      | 1700 | 1710 | 1720 | 1730 | 1740 | 1750 | 1760 | 1770 | 1780 | 1790 |
| --------- | ---- | ---- | ---- | ---- | ---- | ---- | ---- | ---- | ---- | ---- |
| Einwohner |      |      |      |      |      |      |      |      |      | 47   |
| Jahr      | 1800 | 1810 | 1820 | 1830 | 1840 | 1850 | 1860 | 1870 | 1880 | 1890 |
| Einwohner | 132  | 338  | 312  | 454  | 435  | 476  | 564  | 497  | 504  | 551  |
| Jahr      | 1900 | 1910 | 1920 | 1930 | 1940 | 1950 | 1960 | 1970 | 1980 | 1990 |
| Einwohner | 508  | 510  | 385  | 352  | 335  | 295  | 238  | 262  | 393  | 408  |
| Jahr      | 2000 | 2010 | 2020 | 2030 | 2040 | 2050 | 2060 | 2070 | 2080 | 2090 |
| Einwohner | 488  | 471  | 488  |      |      |      |      |      |      |      |

## Kultur und Sehenswürdigkeiten

### Naturdenkmäler

#### Das Chazy Fossil Reef
Als wesentliches geologisches Relikt stellte sich der schwarzgraue, marmorähnliche Stein der Insel heraus, der in mehreren Steinbrüchen besonders an der Südspitze der Insel abgebaut wurde und in vielen bekannten Gebäuden der Region wie der Brooklyn Bridge und der Radio City Music Hall in New York verwendet wurde: es handelt sich um Überreste eines der ältesten Riffs der Erde. Das Riff entstand vor 480 bis 450 Millionen Jahren in einem Flachgewässer in der Nähe des Äquators und erstreckte sich über eine Länge von 2000 Kilometer. Bemerkenswert ist besonders, dass hier zum ersten Mal Korallen unter den Riffbildnern gefunden wurden, wenn auch nicht als Hauptbeteiligte. Die Steinbrüche wurden geschlossen, nachdem die Bedeutung der Formationen erkannt worden war, und dienen heute Geologen als tiefgreifende Aufschlüsse. Seit 2009 gilt das fossile Riff als Nationales Naturdenkmal.

## Wirtschaft und Infrastruktur

### Verkehr
Die Vermont Route 129 verläuft in nordsüdlicher Richtung durch das Zentrum der Town. Über eine Brücke verbindet sie Ilse La Motte mit dem benachbarten Alburgh. In Isle La Motte gibt es keine Haltestelle der Amtrak. Die nächstgelegenen Haltestellen befinden sich in Rouses Point oder St. Albans.

### Öffentliche Einrichtungen
Es gibt kein Krankenhaus in Isle La Motte. Das nächstgelegene Hospital ist das University of Vermont Medical Center in Burlington.

### Bildung

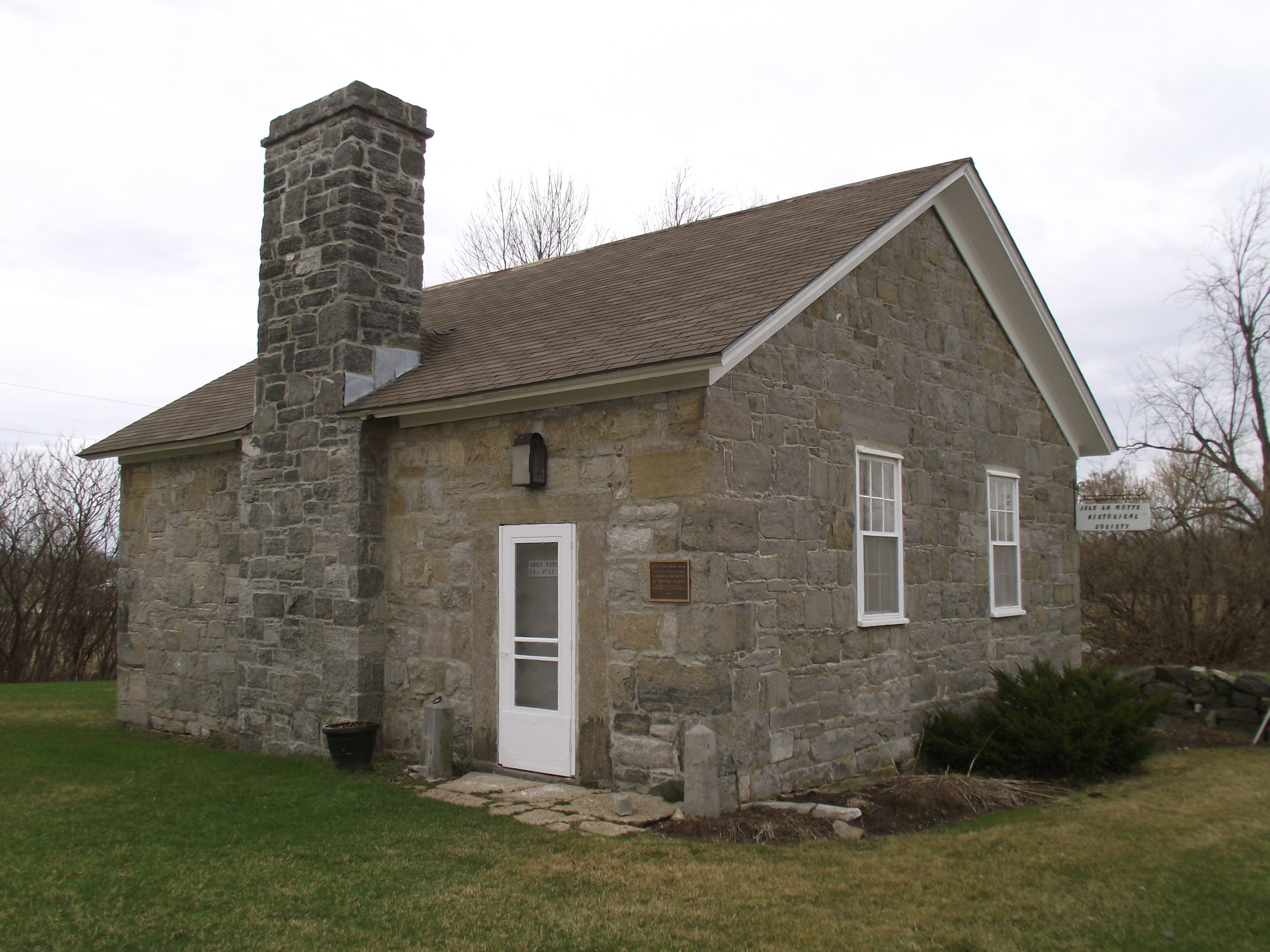
Schulhaus von 1843
(eingetragen im National Register of Historic Places)

Isle La Motte gehört mit Alburgh, Grand Isle, North Hero und South Hero zur Grand Isle Supervisory Union. Die Isle La Motte School bietet Schulklassen vom Kindergarten bis zum sechsten Schuljahr.
Die Isle La Motte Free Public befindet sich an der Main Street. Die Isle La Motte Historical Society wurde 1925 gegründet. Sie kümmert sich um den Erhalt der lokalen Relikte der Geschichte; dazu gehören auch ein Schulhaus von 1840, eine Schmiede und ein Blockhaus aus der gleichen Zeit, die zu einem kleinen historischen Dorf zusammengestellt wurden.

## Persönlichkeiten

### Söhne und Töchter der Stadt
- Nelson W. Fisk (1854–1923), Vizegouverneur von Vermont